# إدوارد إل شنايدر
إدوارد إل شنايدر (بالإنجليزية: Edward L. Schneider)‏ هو أستاذ علم الشيخوخة في كلية ليونارد ديفيس لعلم الشيخوخة وأستاذ الطب في كلية كيك للطب في جامعة جنوب كاليفورنيا، مع تعيين مشترك في العلوم البيولوجية والبيولوجيا الجزيئية في كلية دورنسيف للآداب والفنون والعلوم.

## روابط خارجية
- ^ 1. http://gero.usc.edu/faculty/schneider/ The University of Southern California Davis School of Gerontology faculty profile
- ^ 2. http://www.jha.org/features/news.asp?pid=273&mode=detail*^%5Bوصلة+مكسورة%5D
- ^ 4. https://web.archive.org/web/20151221125635/http://projectrenewment.com/Recommended_Books.html